# Nederland op het Eurovisiesongfestival 1989
Nederland nam deel aan het Eurovisiesongfestival 1989 in Lausanne, Zwitserland. Het was de 33ste deelname van het land op het Eurovisiesongfestival. De NOS was verantwoordelijk voor de Nederlandse bijdrage.

## Selectieprocedure
Het Nationaal Songfestival werd op 10 maart 1989 gehouden in het RAI Congrescentrum in Amsterdam. De show werd gepresenteerd door Linda de Mol.
In totaal deden 13 artiesten mee aan deze nationale finale.
De winnaar werd gekozen door de 12 provinciale jury's.
| Volgorde | Artiest            | Lied                       | Punten | Plaats |
| -------- | ------------------ | -------------------------- | ------ | ------ |
| 1        | Shannah            | Wacht op mij               | 123    | 2      |
| 2        | Full Colour        | Symphonie                  | 98     | 5      |
| 3        | Ingrid Souren      | Het zal nooit meer zo zijn | 108    | 3=     |
| 4        | Bam To Bam Bam     | Lammedammadoendan          | 48     | 10=    |
| 5        | Helen Marshell     | Johnny                     | 29     | 13     |
| 6        | Gerald Borst       | De nachtprinses            | 90     | 7=     |
| 7        | The Sisters        | Als ik je zie              | 91     | 6      |
| 8        | Angelina van Dijk  | Kijk toch om je heen       | 48     | 10=    |
| 9        | The Ballroom Blitz | Samen zijn                 | 108    | 3=     |
| 10       | Justine Pelmelay   | Blijf zoals je bent        | 144    | 1      |
| 11       | Brian Well         | Net als vroeger            | 39     | 12     |
| 12       | Gina               | Elke dag                   | 76     | 9      |
| 13       | Two Hearts         | Johnny & Mandy             | 90     | 7=     |

## In Zwitserland
Nederland moest tijdens het Eurovisiesongfestival als vierde van 22 landen aantreden, voorafgegaan door Ierland en gevolgd door Turkije. Op het einde van de puntentelling bleek dat Justine Pelmelay op de 15de plaats was geëindigd met een totaal van 45 punten. België had geen punten over voor het Nederlandse lied.

### Gekregen punten
| 12 punten | 10 punten              | 8 punten                        | 7 punten    | 6 punten                  |
| --------- | ---------------------- | ------------------------------- | ----------- | ------------------------- |
|           | - Italië               |                                 | - Frankrijk | - Duitsland - Spanje      |
| 5 punten  | 4 punten               | 3 punten                        | 2 punten    | 1 punt                    |
|           | - Finland - Oostenrijk | - Ierland - Verenigd Koninkrijk |             | - Griekenland - Luxemburg |

### Punten gegeven door Nederland
Punten gegeven in de finale:
| 12 punten | Denemarken          |
| 10 punten | Zwitserland         |
| 8 punten  | Joegoslavië         |
| 7 punten  | Verenigd Koninkrijk |
| 6 punten  | Finland             |
| 5 punten  | België              |
| 4 punten  | Frankrijk           |
| 3 punten  | Israël              |
| 2 punten  | Noorwegen           |
| 1 punt    | Griekenland         |

1956 · 1957 · 1958 · 1959 · 1960 · 1961 · 1962 · 1963 · 1964 · 1965 · 1966 · 1967 · 1968 · 1969 · 1970 · 1971 · 1972 · 1973 · 1974 · 1975 · 1976 · 1977 · 1978 · 1979 · 1980 · 1981 · 1982 · 1983 · 1984 · 1985 · 1986 · 1987 · 1988 · 1989 · 1990 · 1991 · 1992 · 1993 · 1994 · 1995 · 1996 · 1997 · 1998 · 1999 · 2000 · 2001 · 2002 · 2003 · 2004 · 2005 · 2006 · 2007 · 2008 · 2009 · 2010 · 2011 · 2012 · 2013 · 2014 · 2015 · 2016 · 2017 · 2018 · 2019 · 2020 · 2021 · 2022 · 2023 · 2024 · 2025